# Hoedspruit
Hoedspruit - miasto w Republice Południowej Afryki, położone w prowincji Limpopo, w dystrykcie Mopani, w gminie Maruleng której jest siedzibą administracyjną.
W Hoedspruit mieści się baza lotnicza Air Force Base Hoedspruit.